# Louis-Grégoire Le Hoc
Louis-Grégoire Le Hoc (* 28. Oktober 1743 in Paris; † 15. Oktober 1810 ebenda) war ein französischer Diplomat.

## Leben
Louis-Grégoire Le Hoc war der Sohn eines angesehenen Arztes und genoss eine Bildung, die ihm eine Karriere in der Verwaltungshierarchie bot. Die Talente, die er zeigte, brachten ihm eine ehrenvolle Erwähnung des Finanzministers Jacques Necker. 1778 ernannte ihn König Ludwig XVI. zum Generalbeauftragten der Marine für den Austausch von Kriegsgefangenen. Dieses Amt brachte ihm Pensionsansprüche von 6000 Franken ein.
Le Hoc begleitete Marie-Gabriel-Florent-Auguste de Choiseul-Gouffier als Legationssekretär erster Klasse nach Konstantinopel. Auf der Reise schloss er in Athen mit dem Dichter Jacques Delille Freundschaft.
1787 rief ihn Charles Alexandre de Calonne nach Paris, wo er mit der Vorbereitung der Assemblée des notables betraut wurde.
Von 1788 bis 1789 war er Finanzreferent unter Louis-Philippe II. Joseph de Bourbon, duc d’Orléans, Herzogs von Orléans, zudem wurde ihm das Kommando über ein Bataillon der Pariser Nationalgarde übertragen.
Nach dem Fluchtversuch des Königs Ludwig XVI. im Juni 1791, beauftragte die verfassunggebende Nationalversammlung Le Hoc mit der Betreuung und Erziehung des Dauphins Louis Joseph Xavier François de Bourbon.
Le Hoc tat am 21. Februar 1792 Dienst im Palais des Tuileries, der neuen Residenz Ludwigs XVI. Er bewältigte diese Aufgabe so überzeugend, dass der König ihn zum Dank zu seinem Gesandten in Hamburg ernannte. Dieses Amt übte er bis 21. Januar 1793 aus, als er auf Anordnung des Nationalkonvents abberufen und neun Monate in Haft genommen wurde.
1795 ernannte ihn das Direktorium zum „außerordentlichen Botschafter vor dem schwedischen König“. Am 9. November 1799 wurde er in den Ruhestand versetzt.
Nach der Einführung der Départements, saß Le Hoc der Verwaltung des Département Oise vor. Er schrieb die Tragödie Pyrrhus, ou les Æacides, die am 27. Februar 1807 im Pariser Schauspielhaus Théâtre-Française uraufgeführt wurde. Nach seinem Tode wurde er auf dem Friedhof Père-Lachaise von Paris beigesetzt.